# 數碼六台
DBC 數碼六台是DBC數碼電台的一個頻道，前稱「數碼大歌台」，香港數碼廣播停播風波後改稱「數碼六台」，2013年9月16日起命名為「數碼六台 金曲台」，2014年9月11日再改名為「數碼六台 音樂台」。
頻道在220.352兆赫的11C頻道中播放，選台號碼為06，為香港第一條啟播之數碼聲音廣播頻道。頻道採用DAB+高清數碼廣播制式，音質比現時調幅及調頻的電台廣播較佳。除了使用數碼廣播收音機外，此頻道還可透過網上直播及手機程式收聽，2015年更擴展至有線電視用戶可以免費收聽。

## 歷史
數碼大歌台於2011年8月15日啟播。
隨鄭經翰於2012年10月9日宣佈DBC正常廣播於翌日下午5時終止，數碼大歌台於2012年10月10日停播。

2013年1月復播時數碼六台所用的標誌。

數碼六台於2013年1月28日復播後不再沿用過往的「大歌台」名稱，並改以電腦隨機播放經典英文金曲、爵士樂等輕音樂，並間中插入政府宣傳聲帶及自家頻道廣告。。同年9月16日，數碼六台改稱「金曲台」，並將節目時段以不同時期及曲種劃分，雖然如此，但由於仍然是以電腦隨機揀曲操作，播放的樂曲有時也跟時段的節目名稱不配合。
12月16日，金曲台的自家直播節目正式開始，最初共設有兩個直播時段節目：
- 《揀首男女》，由小米及Coey主持。
- 《愛與樂飛行》，由一直於網絡電台上擔任DJ的葉曦揚（Sunny Ip）[2] [3] [4]及吳東哲（東哲，Bunny Ng）主持。
- 同時，《愛與樂飛行》主持亦會輪流揀選心水歌曲（包括中、西外語），於《夜空傳情》內播放。《夜空傳情》為一不設有DJ導播的純音樂節目，但相比其他同樣沒有DJ導播，但主要以電腦隨機選播的音樂時段，《夜空傳情》每天的播放曲目列表都會於節目前在《愛與樂飛行》Facebook專頁上預先發佈。

2014年3月2日，再進行改革，周日直播時段增加至7小時，並加入了以下節目：
- 《逸樂生活館》，由曾潔盈主持。
- 而《夜空傳情》亦改為設有DJ導播的節目，由葉曦揚單獨主持；《愛與樂飛行》則繼續由東哲主持。

相隔一個半月後，於2014年4月20日起，加插了星期日晚的直播節目。相比平日直播時段，星期日的節目皆為1小時；同時《夜空傳情》亦加長為兩小時，與其他平日直播時段的長度看齊。至於電腦隨機音樂播放時段，則重新作出編排，並以播放英文歌曲為主導。6月23日起，主持人小米轉任新聞台早上直播節目，而曾於香港電台及DBC未停播前曾擔任主持的謝利則重新回巢，平日的直播時間再加長至9小時，時間為晚上6時至7時。分為三個節目：6點由Coey單獨主持《師妹‧揀首新歌》7點由Coey與謝利主持《揀首男女》8點由謝利單獨主持《音樂DNA》。
9月11日起名稱再改為「音樂台」，11月8日起，原於周日黃昏時段在旗艦台播放的《發燒音樂會》改於本頻道播放，以及新增以歐美排行榜的《DBC Chart Power Live》，並首次於電台錄音室外進行直播；不過，原星期日晚由廣東電台DJ陳靈偉主持，以播放非主流華語歌曲的節目，只維持了四個多月便停播，並將其時段撥入上一個節目《潮流音樂脈搏》。
2015年4月6日起，前香港電台DJ陳永業加盟，同時曾潔盈亦引退，並在時間表上作出了調動，其中《愛與樂飛行》及《潮流音樂脈搏》均縮短至1小時，而過往跨日的《夜空傳情》亦提前至晚上10時至12時播放，半夜直播時段取消。另一方面，則首次於星期六增設直播時段。
2015年9月26日起，時間表再作出調動，部分主持如東哲、Coey等離開音樂台，平日直播時間亦大幅減少至六小時。因應節目及頻道的重組，2015年11月16日起，直播節目改於新設立的DBC me2內繼續廣播，而本頻道亦改回為純播放音樂而沒有主持導播的頻道，而不同時段所播放的選曲，則由何重立、Joanny兩位DJ全部統籌。
2016年9月8日開始，DBC數碼電台所有頻道改為重播過往電台節目或播放音樂，電台將按照牌照繼續安排廣播至局方批准停止服務為止。本台因此與四台華語歌曲台、五台笑融台、七台戲曲台全日聯播。

## 節目表
現時所有節目重播過往電台節目或播放音樂，四台華語歌曲台、五台笑融台、六台音樂台、七台戲曲台全日聯播。
| 時間  | 星期一             | 星期二              | 星期三             | 星期四              | 星期五             | 星期六              | 星期日              |
| 00:00 | 音樂夜未央         | 音樂夜未央          | 音樂夜未央         | 音樂夜未央          | 音樂夜未央         | 音樂夜未央          | 音樂夜未央          |
| 06:00 | 清新樂韻           | 清新樂韻            | 清新樂韻           | 清新樂韻            | 清新樂韻           | 清新樂韻            | 清新樂韻            |
| 09:00 | 城市節奏           | 城市節奏            | 城市節奏           | 城市節奏            | 城市節奏           | 城市節奏            | 城市節奏            |
| 12:00 | 午後閒情           | 午後閒情            | 午後閒情           | 午後閒情            | 午後閒情           | 午後閒情            | 午後閒情            |
| 15:00 | 華語歌曲經典流行   | 華語歌曲經典流行    | 華語歌曲經典流行   | 華語歌曲經典流行    | 華語歌曲經典流行   | 華語歌曲經典流行    | 華語歌曲經典流行    |
| 18:00 | 華語歌曲最愛情歌   | 華語歌曲最愛情歌    | 華語歌曲最愛情歌   | 華語歌曲最愛情歌    | 華語歌曲最愛情歌   | Filipino Song Hour  | Indonesia Song Hour |
| 20:00 | 華語歌曲最愛情歌   | 華語歌曲最愛情歌    | 華語歌曲最愛情歌   | 華語歌曲最愛情歌    | 華語歌曲最愛情歌   | Love Songs          | Love Songs          |
| 21:00 | Filipino Song Hour | Indonesia Song Hour | Filipino Song Hour | Indonesia Song Hour | Filipino Song Hour | Indonesia Song Hour | Filipino Song Hour  |
| 22:00 | 夜夜笙歌           | 夜夜笙歌            | 夜夜笙歌           | 夜夜笙歌            | 夜夜笙歌           | 夜夜笙歌            | 夜夜笙歌            |

| 時間  | 星期一                         | 星期二                         | 星期三                         | 星期四                         | 星期五                     | 星期六                     | 星期日                         |
| 06:00 | 清新樂韻（選曲：何重立）       | 清新樂韻（選曲：何重立）       | 清新樂韻（選曲：何重立）       | 清新樂韻（選曲：何重立）       | 清新樂韻（選曲：何重立）   | 清新樂韻（選曲：何重立）   | 清新樂韻（選曲：何重立）       |
| 09:00 | 城市節奏（選曲：Johnny）       | 城市節奏（選曲：Johnny）       | 城市節奏（選曲：Johnny）       | 城市節奏（選曲：Johnny）       | 城市節奏（選曲：Johnny）   | 城市節奏（選曲：Johnny）   | 城市節奏（選曲：Johnny）       |
| 12:00 | 午後閒情（選曲：何重立）       | 午後閒情（選曲：何重立）       | 午後閒情（選曲：何重立）       | 午後閒情（選曲：何重立）       | 午後閒情（選曲：何重立）   | 午後閒情（選曲：何重立）   | 午後閒情（選曲：何重立）       |
| 15:00 | 新歌放送（選曲：Johnny）       | 新歌放送（選曲：Johnny）       | 新歌放送（選曲：Johnny）       | 新歌放送（選曲：Johnny）       | 新歌放送（選曲：Johnny）   | 新歌放送（選曲：Johnny）   | 新歌放送（選曲：Johnny）       |
| 18:00 | 歐美歌曲榜上榜（選曲：Johnny） | 歐美歌曲榜上榜（選曲：Johnny） | 歐美歌曲榜上榜（選曲：Johnny） | 歐美歌曲榜上榜（選曲：Johnny） | 流行音樂會（選曲：何重立） | 經典樂人與歌曲             | 歐美歌曲榜上榜（選曲：Johnny） |
| 21:00 | 夜夜笙歌（選曲：何重立）       | 夜夜笙歌（選曲：何重立）       | 夜夜笙歌（選曲：何重立）       | 舞不停                         | 舞不停                     | 夜夜笙歌（選曲：何重立）   | 夜夜笙歌（選曲：何重立）       |
| 00:00 | 音樂夜未央（選曲：何重立）     | 音樂夜未央（選曲：何重立）     | 音樂夜未央（選曲：何重立）     | 音樂夜未央（選曲：何重立）     | 音樂夜未央（選曲：何重立） | 音樂夜未央（選曲：何重立） | 音樂夜未央（選曲：何重立）     |

## 外部連結

### 已停播

#### 官方網頁
- 《揀首男女》官方網頁 （页面存档备份，存于）
- 《逸樂生活館》官方網頁 （页面存档备份，存于）
- 《逸樂電影館》官方網頁 （页面存档备份，存于）
- 《神州音樂行》官方網頁 （页面存档备份，存于）
- 《揀首新歌》官方網頁 （页面存档备份，存于）
- 《音樂格仔箱》官方網頁 （页面存档备份，存于）
- 《醉樂黃昏》官方網頁 （页面存档备份，存于）
- 《音樂DNA》官方網頁 （页面存档备份，存于）
- 《愛與樂飛行》官方網頁 （页面存档备份，存于）
- 《夜空傳情》官方網頁 （页面存档备份，存于）
- 《周末DNA》官方網頁 （页面存档备份，存于）
- 《療人音樂》官方網頁 （页面存档备份，存于）
- 《DBC Chart Power》官方網頁 （页面存档备份，存于）
- 《日落大道》官方網頁 （页面存档备份，存于）
- 《發燒音樂會》官方網頁（旗艦台） （页面存档备份，存于）
- 《發燒音樂會》官方網頁（音樂台） （页面存档备份，存于）
- 《精選華語新歌推介》官方網頁 （页面存档备份，存于）
- 《Music Pulse 潮流音樂脈搏》官方網頁 （页面存档备份，存于）

#### Facebook 專頁
- DBC數碼6台 Facebook 官方專頁
- 《音樂格仔箱》Facebook 官方專頁 （页面存档备份，存于）
- 《醉樂黃昏》- 陳永業 Facebook 官方專頁
- 《音樂DNA》Facebook 官方專頁
- 《愛與樂飛行》Facebook 官方專頁
- 《夜空傳情》Facebook 官方專頁 （页面存档备份，存于）
- 《發燒玩家》及《發燒音樂會》Facebook 官方專頁
- 《Music Pulse 潮流音樂脈搏》Facebook 官方專頁
- 《師妹揀首新歌》及《揀首男女揀新歌》Facebook 官方專頁
- 《逸樂生活館》及《逸樂電影館》Facebook 官方專頁
- 《神州音樂行》Facebook 官方專頁（已停播）